# Полидендри
Полидендри (грч. Πολυδένδρι) је насељено место у општини Лагадина у периферији Средишња Македонија, Грчка. Према попису из 2021. године био је 271 становник.
Према бугарском географу и историчару, Василу Канчову, у Полидендру је 1900. године живело 110 Турака. Село се раније звало Џами Махала и припадало је групи турских махала које су биле познате под заједничким именом Ђулузлу или Улочли Махале. Године 1924. турско становништво је принудно исељено у Турску а на њихово место су насељене грчке избеглице из Турске. На попису из 1928. године село је имало 43 становника. Касније су са Полидендром спојена насеља Ајдинија (Јарамазли) и Аспрорахи (Кара Омбаси или Кара Босна), тако је на попису из 1940. године било 328 становника.